# Église de la Translation-des-Reliques-de-Saint-Nicolas de Turija
Pour les articles homonymes, voir Église Saint-Nicolas.
L'église de la Translation-des-Reliques-de-Saint-Nicolas de Turija (en serbe cyrillique : Храм Светог оца Николаја у Турији ; en serbe latin : Hram Svetog oca Nikolaja u Turiji) est une église orthodoxe serbe située à Turija, dans la province de Voïvodine, dans la municipalité de Srbobran et dans le district de Bačka méridionale, en Serbie. Elle est inscrite sur la liste des monuments culturels protégés de la république de Serbie (identifiant no SK 1874).

## Présentation
L'église, consacrée la translation des reliques de saint Nicolas, a été construite en 1754. Son iconostase a été peinte par Jovan Kljajić en 1841.